# جامعة أسمرة

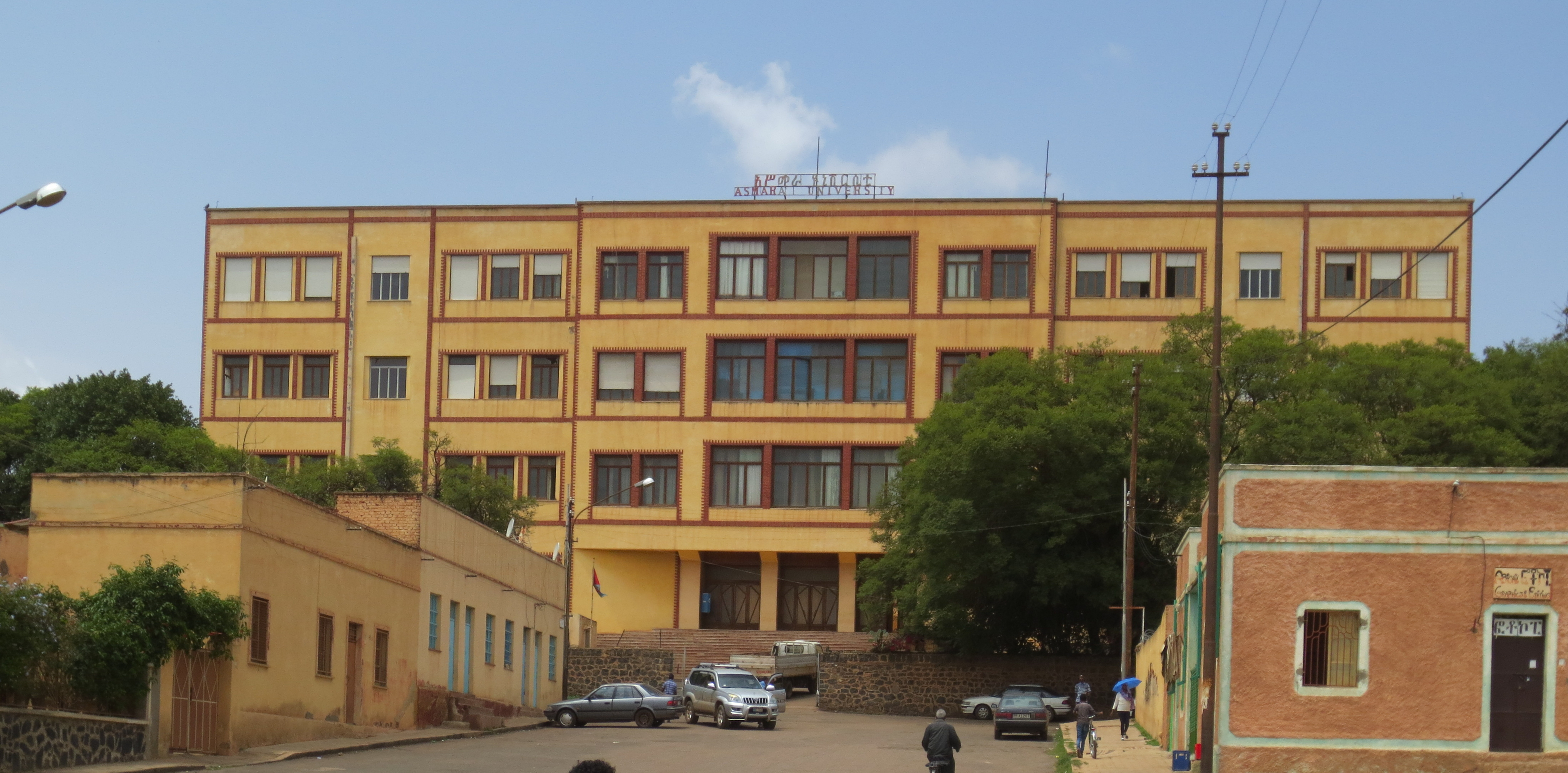
كلية الطب بأسمرة

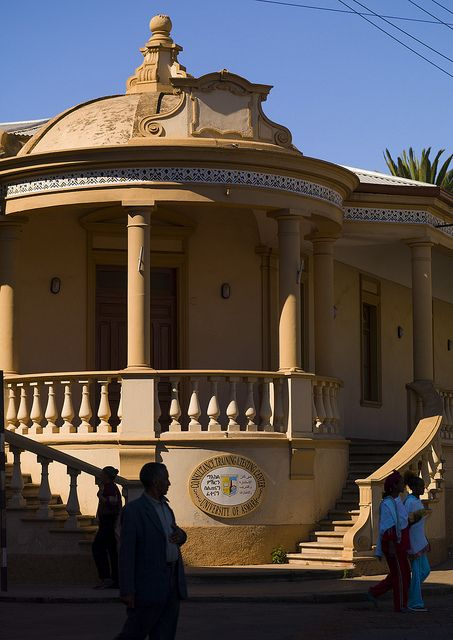
مبنى في جامعة أسمرة

جامعة أسمرة (بالإنجليزية: University of Asmara)‏ هي جامعة عامة كانت تقع في أسمرة بإريتريا. تعتبر أول جامعة في البلاد، تأسست في عام 1958. كان من المفترض أن توفر المدرسة احتياجات السكان المحليين، على الرغم من أن التسجيل الأولي في الخمسينيات كان إيطاليًا بالكامل. على مدار تاريخها أعيد فتحها وإعادة تنظيمها بعد التغييرات السياسية. في عام 2006 تم إغلاقها وأعيد تنظيمها في مؤسسات أخرى مثل معهد إريتريا للتكنولوجيا ‏.

## تاريخ
تأسست الجامعة باسم «الكلية الكاثوليكية في سانتا فاميليا» في عام 1958 من قبل طائفة (راهبات كومبوني التبشيرية). في عام 1964 تم تغيير اسم الجامعة إلى «جامعة أسمرة» وبدأت في تقديم برامج الدبلوم المشارك في الفنون والتجارة والعلوم. ترتبط جذور الجامعة بأربعينيات القرن الماضي عندما شجع الدكتور فينسينزو دي ميغليو على إنشاء «مدرسة الطب» في أسمرة الإيطالية.
في عام 1979، ساهم الرئيس الجديد في إعادة تنظيم كبرى للمناهج والبنية. وشهدت السنوات التالية زيادة في عدد الطلاب من 300 إلى 2700. أدت الدورات الجديدة والموظفون والبرامج الإرشادية النهارية والمسائية ومباني الحرم الجامعي إلى إحياء الجامعة، إلى جانب اتفاقية ثنائية لتبادل الطلاب وأعضاء هيئة التدريس مع جامعة أديس أبابا، مع التركيز بشكل خاص على تدريب الخريجين في أديس أبابا لإنتاج أعضاء هيئة تدريس لإريتريا. في الثمانينيات، تم إنشاء كلية الزراعة.

### بعد استقلال إريتريا
أوقفت الجامعة تسجيل الطلاب الجدد في عام 2003. في عام 2003، أصدرت الحكومة توجيهاً بإعادة تكوين الطلاب المحتملين إلى إحدى مؤسسات التعليم العالي الخمس التي تم افتتاحها بعد إيقاف القبول الجديد في الجامعة مثل معهد إريتريا للتكنولوجيا. عملت الحكومة الإريترية في برنامجها على إعادة هيكلة الجامعة وإعادة تخصيص مواردها لمؤسسات جديدة للتعليم العالي.